# SUMIRE
SUMIRE（スミレ、1995年7月4日 - ）は、日本の女優、ファッションモデル。ADONIS A所属。
東京都出身。雑誌『装苑』専属モデル。父は俳優の浅野忠信、母はミュージシャンのCHARA。弟は俳優の佐藤緋美。

## 略歴
1995年7月4日、俳優の浅野忠信とミュージシャンのCHARAの長女として誕生。両親は2009年に離婚。その後は母・CHARAのもとで育つ。2008年、中学2年生の時に母・CHARAのアルバム『Honey』のジャケット写真に登場。2013年11月には母・CHARAのセルフカバーアルバム『JEWEL』のジャケット写真および収録曲「やさしい気持ち（Special Kiss ver.）」のミュージック・ビデオに登場して、その美貌が話題となる。
母の服のお下がりを貰うなどして早くから洋服やメイクなどに興味を持ち、「大好きな洋服を着て表現したい」とモデルに関心を抱き始める。服飾系の大学に通いつつ、2014年4月発売の雑誌『装苑』6月号より同誌専属モデルとして活動を開始し、ファッションを中心に様々なジャンルで活動する。
2014年9月にはクロスカンパニーのグローバル新ブランド「KOE」のCMで母・CHARAとCM初共演を果たす。
2015年8月には、雑誌『装苑』制作の“雪姫”をテーマにしたフィルムシリーズ『マキアージュ スノービューティー II × 装苑 ショートフィルム』で主演を務める。
2018年1月公開の映画『サラバ静寂』で演技未経験ながらヒロインのヒカリ役を演じて、女優としてもデビュー。翌2月公開の映画『リバーズ・エッジ』では摂食障害のモデルという難役を演じる。
女優として成長するため、2018年4月にDGエージェントからトライストーン・エンタテイメントに移籍。2019年10月放送の連続ドラマW『悪の波動 殺人分析班スピンオフ』（WOWOW）でヒロイン役を演じてテレビドラマに初出演する。
2023年3月31日をもってトライストーン・エンタテイメントとの契約が満了。同年4月からフリーランスで活動する。

## 人物
身長は163cm、靴のサイズは24.5cm。
北欧由来のブルーにもハシバミ色にも見える瞳に透き通るような白い肌と、アジアの血を感じさせる顔立ちのコンビネーションを特徴としている。

## 出演

### 雑誌
- 装苑（2014年4月 - 、文化出版局） - 専属モデル

### ショートフィルム
- マキアージュ スノービューティー II × 装苑 ショートフィルム シリーズ
  - 『雪姫の夢』（2015年8月10日） - 主演
  - 『雪姫の朝』（2015年9月10日） - 主演

### ミュージックビデオ
- CHARA「やさしい気持ち（Special Kiss ver.）」（2013年）
- くるり「その線は水平線」（2018年）[19]

### CM
- クロスカンパニー KOE（2014年9月 - ）
- タマホーム 「ハッピーソング Chara篇」（2015年12月 - ）[20]
- ニフレル 「生きているミュージアム」（2018年3月）
- ジーユー コンセプトムービー「GU×SHIBUYA TADAOMI EYES LOVE TOKYO」（2018年5月 - 6月）
- ベイクルーズ グループ 40周年 「Not Smart, But Creative.」（2018年11月 - ）
- 日本コカ・コーラ 爽健美茶 「ゴクゴク自然に、生きていく」篇（2019年2月 - ） - ブランドアンバサダー
- SHIBUYA SKY 「SHIBUYA SKY ティザームービー」（2019年10月 - ）
- 森ビル 企業ブランドムービー「DESIGNING TOKYO」（2019年12月 - ）
- カネボウ化粧品 アリィー（2020年1月 - ） - イメージキャラクター

### 映画
- サラバ静寂（2018年1月27日、宇賀那健一監督） - ヒロイン・ヒカリ 役
- リバーズ・エッジ（2018年2月16日、行定勲監督） - 吉川こずえ 役
- LAPSE ラプス「リンデン・バウム・ダンス」（2019年2月16日、HAVIT ART STUDIO監督） - 葉月ヨウ 役[21]
- シスターフッド（2019年3月1日、西原孝至）
- TOURISM（2019年7月13日、宮崎大祐監督） - スー 役
- mellow（2020年1月17日、今泉力哉監督） - 吉川弘子 役[22]
- 裏アカ（2021年4月2日[注 1]、加藤卓哉監督） - 新堂さやか 役
- 妖怪大戦争 ガーディアンズ（2021年8月13日、三池崇史監督） - 茨木童子 役[23][24][25]
- ボクたちはみんな大人になれなかった（2021年11月5日、森義仁監督） - スー 役[26]
- 大怪獣のあとしまつ（2022年2月4日、三木聡監督） - 特務隊員 役[27]
- 朝をさがして（2024年3月29日、SPOTTED PRODUCTIONS、常間地裕監督） - 主演・美琴 役[28]

#### 短編映画
- 短編オムニバス映画 GEMNIBUS vol.1『knot』（2024年6月28日、TOHO NEXT、監督：本木真武太）[29]

### テレビドラマ
- 悪の波動 殺人分析班スピンオフ（2019年10月6日 - 11月3日、WOWOW） - 浅田吉佳 役[17][30]
- ハルとアオのお弁当箱 第4話 - 最終話（2020年11月3日（2日深夜） - 12月29日（28日深夜）、BSテレ東） - 梅里 役
- 群青領域（2021年10月15日 - 12月24日、NHK総合） - 緋山恵 役[31]
- いりびと-異邦人-（2021年11月28日 - 12月26日、WOWOW） - 白根樹 役[32][33]
- 魔法のリノベ（2022年7月18日 - 9月19日、関西テレビ・フジテレビ） - 春川ミコト 役[34]
- 星新一の不思議な不思議な短編ドラマ『処刑 前・後編』（2022年8月9・16日、NHK BS4K・BSプレミアム） - 恋人 役
- 階段下のゴッホ（2022年9月21日 - 11月9日、TBS） - 主演・鏑木都 役[35]
- 18/40〜ふたりなら夢も恋も〜 第5話（2023年8月8日、TBS）- 石山未来 役
- THE TRUTH（2023年12月6日 - 12月27日、テレビ東京） - SUMIRE（本人） 役[36]
- マイダイアリー 第4話（2024年11月17日、朝日放送テレビ・テレビ朝日系） - 島田和沙 役[37]
- アンサンブル（2025年1月18日 - 3月22日、日本テレビ） - 庄司秋帆 役[38]
- ムサシノ輪舞曲（2025年放送予定、テレビ朝日） - 諫早美宇 役[39]

### 配信ドラマ
- ワンダーハッチ -空飛ぶ竜の島-（2023年12月20日配信予定、Disney+ Star） - サイラ 役[40]
- インフォーマ -闇を生きる獣たち-（2024年11月7日 - 、ABEMA） - 二階堂 役[41]
- 女優めし（2025年3月30日 - 4月6日（予定）、FOD 他） - 篠原凜華 役[42]